# Juan Mencarini Pierotti
Juan Mencarini Pierotti (Alexandria, Egipte, 15 de juny de 1860 - Manila, Filipines, 29 d'abril de 1939) fou empleat de rang mitjà-alt en les Duanes Imperials (Chinese Maritime Customs Service) de l'Imperi xinès entre 1881 i 1912. En abandonar voluntàriament les Duanes, Mencarini es dedicà a l'importació i exportació a Xangai i exercí d'agregat comercial del consolat d'Espanya a la ciutat. En paral·lel a la seva carrera professional, Mencarini va participar activament en associacions culturals i acadèmiques i contribuí al desenvolupament de la filatèlia i la història postal de Àsia oriental, així com de la fotografia amateur.

## Biografia
L'any 1854, el pare de Juan Mencarini, Albino Mencarini (Viterbo, 1828 - vapor Oxus, Mar Roig, 1886) entrà en el cos diplomàtic espanyol com a intèrpret del consolat de Jerusalem i, el 1860, a Alexandria, on naixeria Juan del seu matrimoni amb Ida Pierotti. En obtenir la nacionalitat espanyola el 1862, el 1865 Albino fou nomenat cònsol de segona classe del Caire i, un any més tard, de Singapur. El 1878, amb el seu nomenament com a cònsol de primera classe a Hong Kong, s'inicia l'estada de la família a la Xina.
Juan Mencarini va ser educat a Madrid i Singapur. L'any 1881, Mencarini fou admès en el Revenue Department de les Duanes Imperials xineses de la província de Guangdong, si bé passa cert temps al Inspectorate General de Beijing estudiant xinès. Els anys següents, com era habitual a les Duanes, Mencarini canvià de destinació en nombroses ocasions: Xiamen (1883), Tamsui (port de Taipei, 1884), Xangai (1889), Fuzhou (1892), Xiamen (1896), Hankou (1900), Xangai (1903) i de nou Xiamen (1907), tot ascendint de rang des de la posició de 4º assistent B a comissionat interí. El nom xinès de Mencarini era 绵嘉义; pinyin: Mián jiāyì.

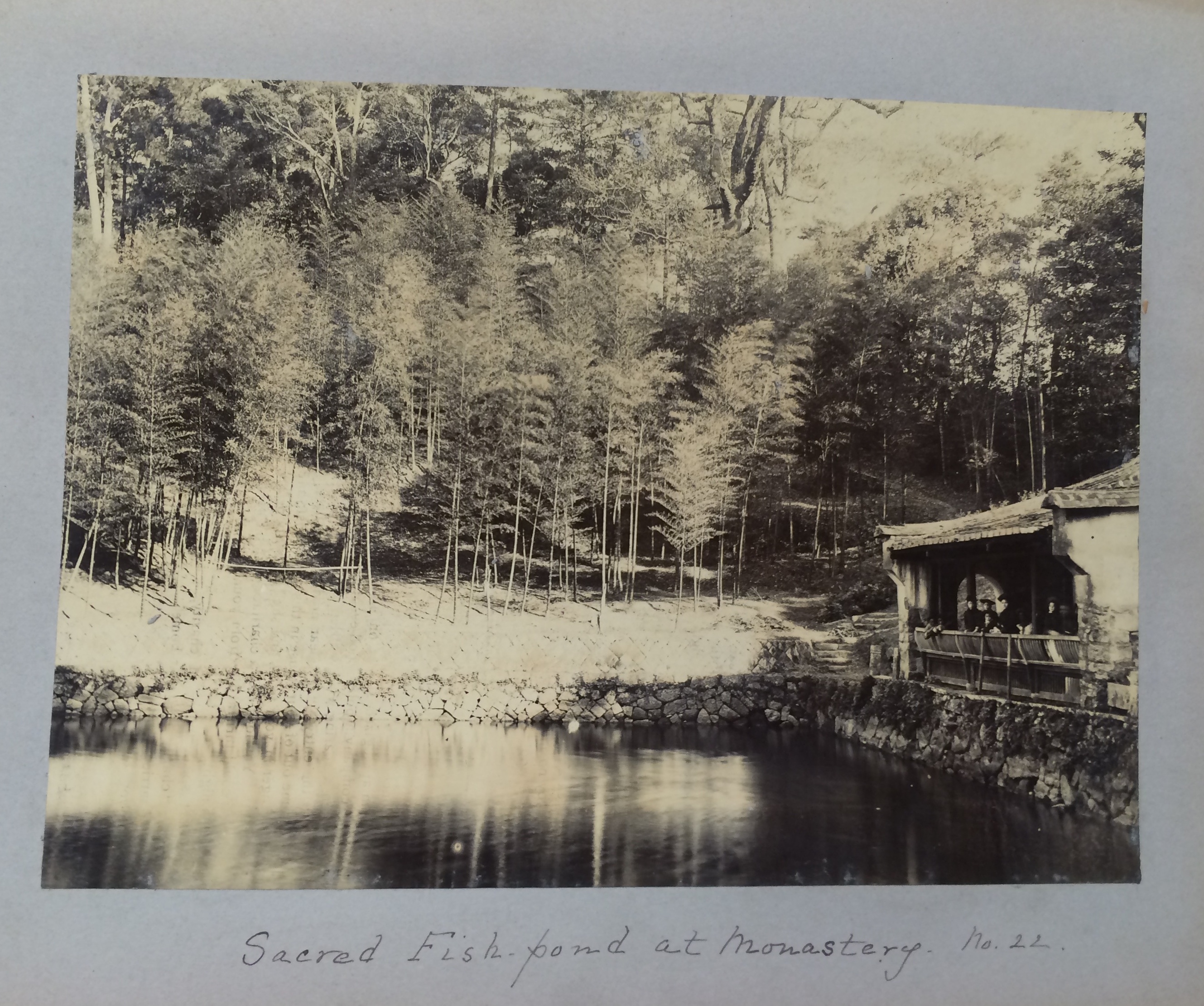
Fotografia de l'estany del monestir de Gushan (Fuzhou), conservada en el "Foochow album", Harvard Yenching-Library, Harvard University, #013348443.

Quan Mencarini abandona les Duanes el 1912, registrà una empresa d'importació-exportació, Mencarini & Co. (nom xinès, 綿義; pinyin: Mián yì). Exercí, a més, entre 1912-1916, d'agregat comercial del consolat espanyol a Xangai. En els anys següents Mencarini també fou propietari o soci de diferents negocis dedicats al cotó cru i manufacturat, l'or (The National Trading Association Ltd.), el sector immobiliari i les finances (Staple, Wares, Real Estates & Estoc Exchange Ltd.).
Al costat de la seva esposa Rosario Blanco Mendieta (es casaren a Manila l'1 de març de 1886) i la seva extensa família, Mencarini deixa definitivament la Xina el 1923 per establir-se a Manila, on encara treballaria de mestre de xinès per funcionaris del Bureau of Internal Revenue i escriuria un manual de xinès. A Manila Mencarini també va fundar i va presidir l'Associació Filatèlica de les Filipines (1925), convertint-se en el seu president honorari i Life Technical Adviser el 1937. El seu interès per la fotografia no disminuí i el 19 d'agost de 1928 participà en la fundació del Camera Club of the Philippines. Juan Mencarini morí a Manila el 29 d'abril de 1929.

## Contribució a la fotografia a la Xina
Mencarini participà en la fundació del China Camera Club (影相会; pinyin: Yǐng xiāng huì), una de les primeres associacions de fotògrafs amateurs a la Xina, vora 1890. El novembre de 1892, un cop fou destinat al port de Fuzhou, Mencarini fundà el Foochow Camera Club. Aquestes associacions serviren per la instrucció i l'entreteniment, organitzaven xerrades sobre aspectes tècnics de la fotografia i exposicions dels seus membres.
Les fotografies de Mencarini otingueren reconeixements, com la medalla d'or a la millor fotografia de paisatges en l'exposició de la Shanghai Amateur Photographic Society (anteriorment China Camera Club) el febrer de 1905. Les seves fotografies també il·lustraren articles a la premsa espanyola, i es reproduïren en àlbums de records d'altres estrangers, com el cònsol americà Samuel Levis Gracey i el cònsol francès Ernest Frandon, així com en llibres, com ara The Land of the Blue Gown, d'Alicia Little.